# Queloide
El queloide, també conegut com a cicatriu queloidal, és la formació d'un tipus de cicatriu que, depenent de la seva maduresa, està composta principalment de col·lagen tipus III (primer) o tipus I (tardà). És el resultat d'un creixement excessiu de teixit de granulació (col·lagen tipus III) al lloc d'una lesió cutània curada, que després se substitueix lentament per col·lagen tipus I. Els queloides són lesions fermes i gomoses o nòduls brillants i fibrosos, i poden variar del rosa al color de la pell de la persona o del vermell al marró fosc. Una cicatriu queloide és benigna i no contagiosa, però de vegades s'acompanya de picor, dolor i canvis de textura. En casos greus, pot afectar el moviment de la pell. Als Estats Units, les cicatrius queloides es veuen 15 vegades més freqüentment en persones d'ascendència africana subsahariana que en persones d'ascendència europea. Hi ha una major tendència a desenvolupar un queloide entre les persones amb antecedents familiars de queloides i les persones d'entre 10 i 30 anys.
No s'han de confondre els queloides amb les cicatrius hipertròfiques, que són cicatrius elevades que no creixen més enllà dels límits de la ferida original.